# Éparchie de Melekess
L'éparchie de Melekess (Мелеке́сская епархия) est une éparchie (diocèse dans le monde orthodoxe) de l'Église orthodoxe russe en Russie, regroupant les paroisses et monastères de la ville de Dimitrovgrad (avant 1972: Melekess) et des arrondissements (raïons) de Melekess, de Novaïa Malykla, de Senguileï, de Tcherdakly et de Staraïa Maïna, dans l'oblast d'Oulianovsk. Le diocèse est suffragant du siège métropolitain de Simbirsk, avec l'éparchie de Barych et l'éparchie de Simbirsk.
La cathédrale diocésaine est la cathédrale de la Transfiguration-du-Sauveur de Dimitrovgrad (Melekess).

## Histoire
Le 6 septembre 1923, par le décret du patriarche Tikhon n° 25, la chaire de l'évêque vicaire de la ville de Melekess est érigée dans le diocèse de Samara. Le vicariat est aboli dans les années 1930.
Une décision du Saint-Synode de l'Église orthodoxe russe du 26 juillet 2012 érige l'éparchie de Melekess, suffragante du siège métropolitain de Simbirsk. Le nouvel évêque Diodore (Issaïev), clerc de l'éparchie de Simbirsk, est nommé le 12 mars 2013.

## Ordinaires
Vicariat de Melekess de l'éparchie de Samara
- Paul (Vvedenski) (6 septembre 1923-13 juillet 1927)
- Nicolas (Ipatov) (16 septembre 1927-janvier 1928)
- Georges Anissimov) (15 janvier-avril 1928)
- Amphiloche (Skvortsov) (27 avril 1928-avant juillet 1928) empêché de prendre possession de son siège par les autorités communistes

Vicariat de Melekess de l'éparchie d'Oulianovsk
- Ambroise (Kazanski) (1929-1932)
- Séraphin (Zborovski) (19 octobre 1932-29 juin 1934)
- Artémon (Evstratov) (1934-30 septembre 1935)
- Arkadi (Erchov) (30 septembre-22 octobre 1935)

Éparchie de Melekess
- Proclos (Khazov) (26 juillet 2012-19 mai 2013) par intérim, métropolite de Simbirsk
- Diodore (Issaïev) (depuis le 19 mai 2013)

## Doyennés

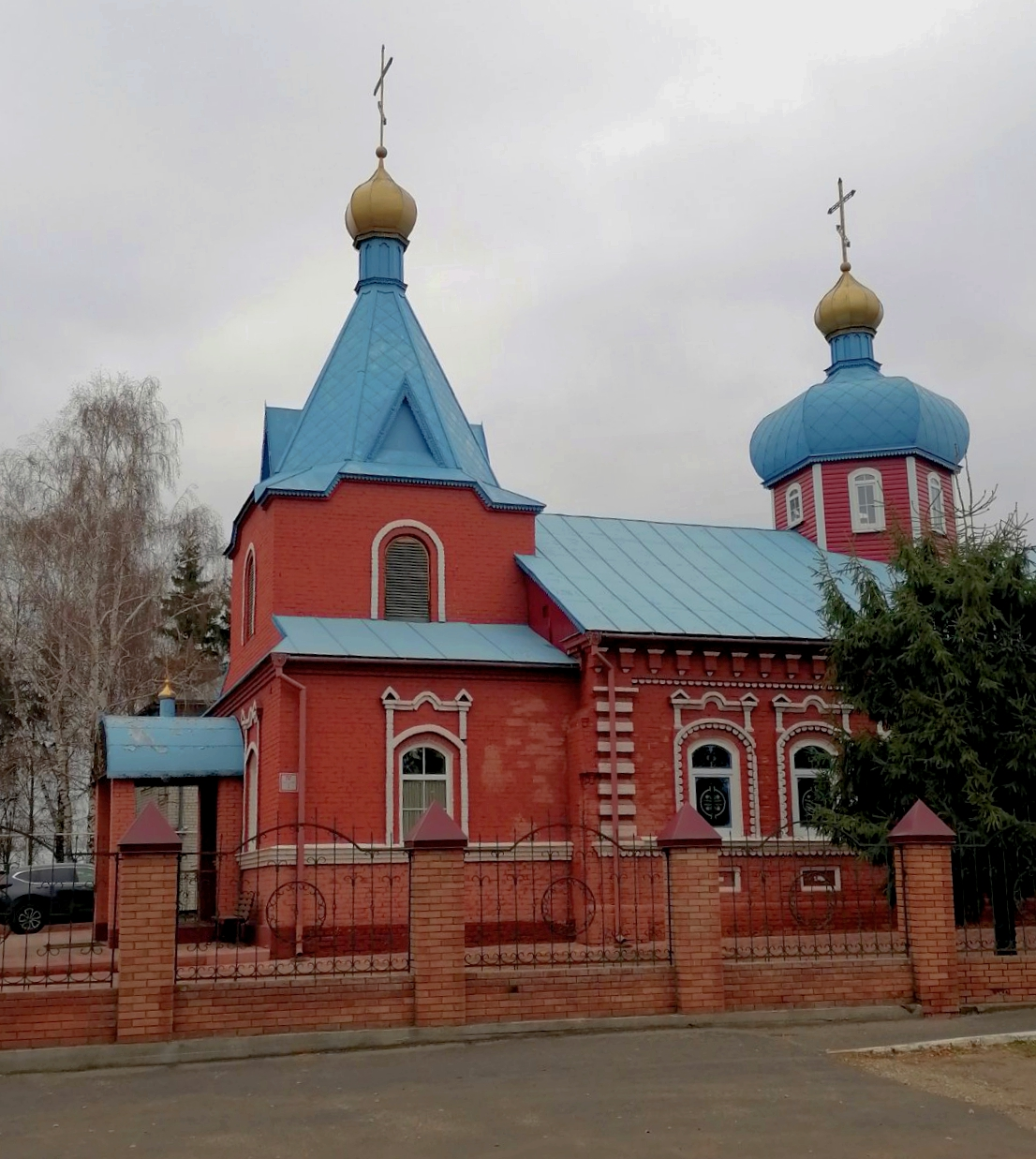
Église de l'Intercession de Tcherdakly.

L'éparchie est divisée en sept doyennés:
- Doyenné de Dimitrovgrad
- Doyenné de Melekess
- Doyenné de Novaïa Malykla
- Doyenné de Senguileï
- Doyenné de Staraïa Maïna
- Doyenné de Tcherdakly
- Doyenné de Terenga